# Small Planet Airlines
Small Planet Airlines byla polsko-litevská letecká společnost. Byla založena v roce 2009. Měla pobočky v pěti zemích: Kambodža, Německo, Itálie, Litva a Polsko. Soustředila se na charterové lety do dovolenkových destinací. V září 2018 vyhlásily bankrot německá, kambodžská a polská pobočka, o měsíc později tak učinila celá společnost. Nepodařilo se najít nového investora, 28. listopadu byla uzemněna všechna letadla a společnost zanikla.

## Flotila
V březnu 2017 čítala flotila Small Planet Airlines následující letadla:
| Letadlo     | Počet | Poznámky |  |
| ----------- | ----- | -------- |  |
| Airbus A320 | 17    |          |  |
| Airbus A321 | 4     |          |  |
|             |       |          |  |
| Celkem      | 21    |          |  |